# Острица
Остри́ца, или Асперуга (лат. Asperúgo) — монотипный род семейства Бурачниковые. Единственный представитель — вид Асперуга простертая, или Острица лежа́чая, или Острица простёртая (Asperugo procúmbens) с естественным ареалом в Европе. Как сорное растение вид распространён почти повсеместно.
Молодые листья весной на Кавказе употребляют как пряную приправу к кушаньям, при солении, в маринадах.

## Ботаническое описание

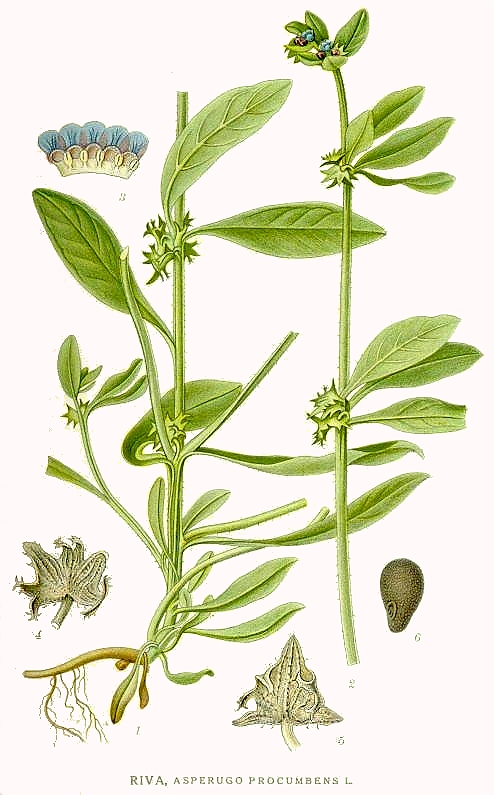
.

Однолетнее растение, высотой 10—40 см.
Стебель сочный, острогранный, по рёбрам усаженный крепкими крючковатыми направленными вниз шипиками; более или менее ветвистый, слабый, обычно вплетающийся в кустарники или заборы.
Листья обычно нежные, лопатчато-продолговатые, островатые, оттопыренные, негустощетинисто-волосистые.
Цветки мелкие, почти сидячие, с 1—4 прицветных листьев в пазухах. Чашечка яйцевидная, покрытая шиловидными прилегающими щетинками, с неравными долями, при плодах она очень большая, пополам сложенная (двулопастная), сплюснутая, сердцевидноокругло-яйцевидная и по краю крупно и неравно лопастно-зубчатая, на короткой вниз отогнутой плодоножке, с выдающейся сеткой жилок, почти голая и только по краям лопастей реснитчато-щетинистая. Венчик сперва фиолетовый, потом голубой, отгиб его с тупыми лопастями.

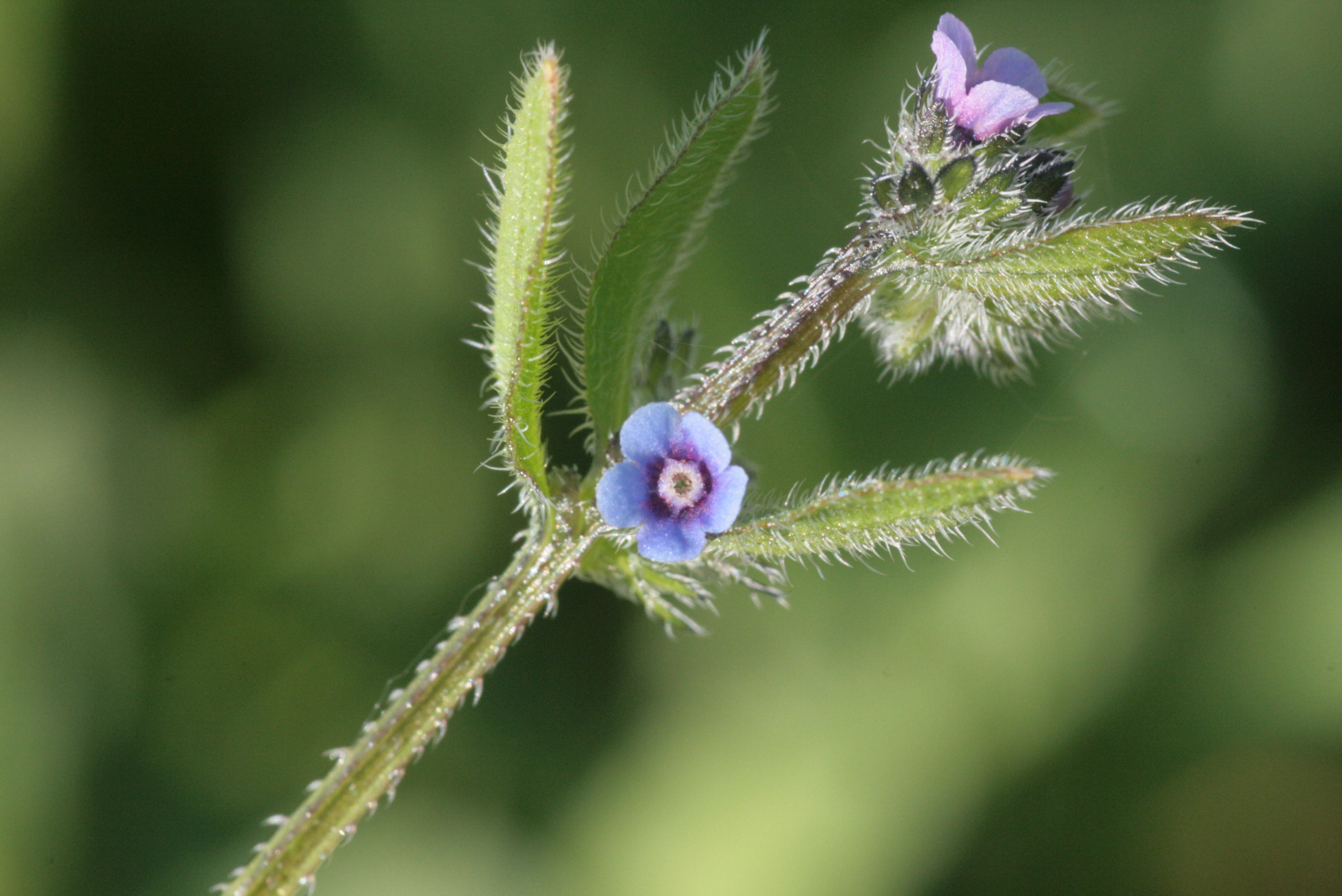
Цветок

Плод — орешек.

## Таксономия[2]
- Asperugo L., 1753, Sp. Pl. : 138
- Asperugo procumbens  L., 1753, Sp. Pl. : 138

Вид Асперуга простертая относится к монотипному роду Асперуга семейства Бурачниковые (Boraginaceae) порядка Бурачникоцветные (Boraginales). Кладограмма в соответствии с Системой APG IV по состоянию на июнь 2023 года:
|  |                                      |  |                                   | порядок Бурачникоцветные |  | семейство Бурачниковые - 153 ботанических рода |  | Асперуга |  | Асперуга простертая |
|  |                                      |  |                                   | порядок Бурачникоцветные |  | семейство Бурачниковые - 153 ботанических рода |  | Асперуга |  | Асперуга простертая |
|  | отдел Цветковые, или Покрытосеменные |  |                                   |                          |  |                                                |  |          |  |                     |
|  |                                      |  |                                   |                          |  |                                                |  |          |  |                     |
|  |                                      |  | ещё 63 порядка цветковых растений |                          |  |                                                |  |          |  |                     |
|  |                                      |  |                                   |                          |  |                                                |  |          |  |                     |

## Синонимы
- Asperugo alba  Mazziari
- Asperugo erecta  I.Pop
- Asperugo vulgaris  Dum.Cours.
- Asperugo vulgaris  Bubani